# 朴景利文学賞
朴景利文学賞（パクキョンニぶんがくしょう、Park Kyong-ni Prize）は、韓国の文学賞。

## 概説
朴景利文学賞は、朴景利（1926年 - 2008年）の文学における功績を称え、江原道原州市の「土地文化財団」が主催する（「土地（トヂ）」は朴景利の代表作に由来する）。2011年に第1回目の選定を行った。授賞式は朴景利文学祭において行われる。
賞は作品ではなく、作家自身に対して与えられる。選定基準は、「朴景利文学精神にのっとり、世俗に妥協せず、最も人間的で純粋かつ高級の作家精神を持つ、同時代において最も作家と名乗るに相応しい作家」とし、国・地域を超えて幅広く選定される。受賞者には賞金1億5千万ウォンが贈られる。

## 受賞者
| 回              | 受賞者                     | 国籍           |
| --------------- | -------------------------- | -------------- |
| 第1回 (2011年)  | 崔仁勲                     | 韓国           |
| 第2回 (2012年)  | リュドミラ・ウリツカヤ     | ロシア         |
| 第3回 (2013年)  | マリリン・ロビンソン       | アメリカ合衆国 |
| 第4回 (2014年)  | ベルンハルト・シュリンク   | ドイツ         |
| 第5回 (2015年)  | アモス・オズ               | イスラエル     |
| 第6回 (2016年)  | グギ・ワ・ジオンゴ         | ケニア         |
| 第7回 (2017年)  | A・S・バイアット           | イギリス       |
| 第8回 (2018年)  | リチャード・フォード       | アメリカ合衆国 |
| 第9回 (2019年)  | イスマイル・カダレ         | アルバニア     |
| 第10回 (2020年) | 尹興吉                     | 韓国           |
| 第11回 (2022年) | アミン・マアルーフ         | フランス       |
| 第12回 (2023年) | クリストフ・ランスマイアー | オーストリア   |
| 第13回 (2024年) | シルヴィー・ジェルマン     | フランス       |